# Dubova, Hmelnîțkîi
Dubova (ucraineană Дубова; rusă Дубовая/Dubovaia) este un sat situat în partea central-vestică a Ucrainei, în raionul Stara Sîniava al regiunii Hmelnițki. La recensământul din 2001 avea o populație de 197 locuitori.

## Demografie
Componența lingvistică a localității Dubova
     Ucraineană (100%)
Conform recensământului din 2001, toată populația localității Dubova era vorbitoare de ucraineană (100%).
1. ↑  „Rezultatele recensământului din 2001 cu structura lingvistică a regiunii Hmelnîțkîi pe localități”. Institutul Național de Statistică al Ucrainei. Arhivat din original la 17 noiembrie 2015. Accesat în 25 august 2014.